# کالامنته
کالامنته (به اسپانیایی: Calamonte) یک شهرستان در اسپانیا است که در استان باداخس واقع شده‌است.